# Missionari dell'Immacolata Concezione
I Missionari dell'Immacolata Concezione (in latino Congregatio Missionariorum Immaculatae Conceptionis B. M. V.) sono istituto religioso maschile di diritto pontificio: i membri di questa congregazione clericale, detti popolarmente Padri di Garaison o di Lourdes, pospongono al loro nome la sigla M.I.C.

## Storia
Nel XVII secolo a Garaison, presso Monléon-Magnoac (Alti Pirenei), venne eretta una cappella sul luogo dove si riteneva fosse apparsa la Vergine (attorno al 1515): per il servizio ai pellegrini venne istituita una comunità di sacerdoti (i "cappellani di Notre-Dame de Garaison") che prese a curare anche la predicazione delle missioni popolari nella diocesi di Tarbes. La cappella venne chiusa e la casa dei sacerdoti venne soppressa con la Rivoluzione, nel 1790.
Nel 1835 Bertrand-Sévère Laurence (1790-1870), vicario generale della diocesi, riacquistò la chiesa e, il 31 maggio 1836, mandò quattro cappellani per l'officiatura delle funzioni religiose e per svolgere il ministero della penitenza: divenuto vescovo, con decreto dell'8 dicembre 1848 Laurence eresse la comunità in congregazione religiosa e affidò ai Padri di Garaison la cura dei santuari diocesani.
Sotto l'episcopato di Laurence (1844-1870) venne riconosciuta l'autenticità dell'apparizione della Vergine a Lourdes, villaggio ricompreso nella diocesi di Tarbes, e nel 1866 il vescovo affidò ai Padri di Garaison anche la cura del santuario eretto per commemorare l'evento.
La congregazione (che assunse il titolo di Missionari dell'Immacolata Concezione) ha ottenuto il riconoscimento canonico di istituzione di diritto pontificio con il decreto di lode del 22 luglio 1868 ed è stata approvata dalla Santa Sede il 25 agosto 1876. Le sue costituzioni sono state approvate definitivamente il 22 novembre del 1956.

## Attività e diffusione
Finalità dei Missionari dell'Immacolata Concezione sono: il ministero sacerdotale, il servizio ai pellegrini, l'assistenza ai giovani e la direzione delle parrocchie.
Sono presenti in Francia, Brasile e in Argentina. La sede generalizia è a Monléon-Magnoac.
Nel 2004 la congregazione contava 8 case e 44 religiosi, 31 dei quali sacerdoti.